# Kurban
Kurban ist eine türkische Rockband aus Istanbul, die von 1995 bis 2005 existierte und seit dem 31. Dezember 2006 wieder aktiv ist. Bisher veröffentlichte die Band vier Alben. Das vierte (Sahip) ist am 22. März 2010 erschienen.

## Geschichte
Kurban wurde im Jahr 1995 unter dem Namen Outside gegründet und spielte zunächst nur Lieder auf Englisch. 1997 wurde der Bandname in Kurban umgeändert, womit auch der endgültige Wechsel ins Türkische stattfand.
Im März des Jahres 1999 veröffentlichte die Band ihr erstes gleichnamiges Album Kurban. Im selben Jahr trat Kurban als Vorgruppe von Metallica im Ali Sami Yen Stadion auf. Darauf wurde der in die USA ausgewanderte Umut Gökçen im August 2000 durch den neuen Gitarristen Özgür Kankaynar ersetzt. Es folgten die Alben Sert (2004) und Insanlar (2005).
Den letzten großen Auftritt hatte Kurban 2005 auf der RockIstanbul als Vorgruppe zu Megadeth. Aufgrund des zu hohen Drucks, der auf den Sänger Deniz Yılmaz lastete, und der Tatsache, dass das letzte Album Insanlar im ersten Monat nur rund 25.000 Mal verkauft wurde, löste sich die Band im Juni 2005 auf. Während Deniz Yılmaz der Gruppe Panik beitrat, schloss sich der Drummer Burak Gürpınar der populären Rockband Athena an. Der Bandleader und Bassist Kerem Tüzün begann mit Demir Demirkan eine Zusammenarbeit, die noch nach der Wiedervereinigung von Kurban andauerte. 2006 wurde das Album Kurban von der Zeitschrift Blue Jean auf Platz vier der „30 besten Alben in der Geschichte des türkischen Rocks“ gewählt.
Am 30. Dezember 2006 gab die Band ihre Wiedervereinigung für den nächsten Tag bekannt. Schon nach vier Wochen begann die Band, Konzerte zu geben. Doch die Anfang 2007 startende Tournee wurde ab dem 25. Februar für etwa 15 Monate unterbrochen, da Deniz Yılmaz seinen Wehrdienst leisten musste. Nach seiner Rückkehr wurden auch die Konzerte fortgesetzt.
Zum September 2009 kündigte die Band ihr neues Album namens Sahip an, wobei der Zeitrahmen nicht eingehalten werden konnte. Nachdem am 1. Januar 2010 um 00:00 Uhr ein Lied (Soykıran) aus dem neuen Album auf der offiziellen Webseite als Neujahrsüberraschung für die Fans veröffentlicht wurde, und ein weiteres Lied (Ifrit) beim türkischen Radiosender Radyo-D am 20. März 2010 vorgestellt wurde, erschien das neue Album Sahip nach einer langen Einführungsphase schließlich am 20. März 2010 in Istanbul.

## Name
„Kurban“ ist Türkisch und bedeutet „Opfer/Opfergabe“. Die Idee dazu hatte der Sänger der Band, Deniz Yılmaz. Auf die Frage, wie er auf den Namen gekommen sei, antwortete er in einem Interview in der Illustrierten heygirl (1999): „İlk başta biz bu pop piyasasında kesin kurban oluruz [...] diye düşünüyorduk. [...] Bir de yakınlık ifadesi zaten, kardeş anlamına da geliyor. [...]“ Übersetzung: „Am Anfang dachten wir, wir würden dem Pop-Markt zum Opfer fallen. Außerdem ist es ja ein Ausdruck der Zuneigung, bedeutet irgendwie ja auch Kumpel (ugs.).“
Als Anlehnung an das Islamische Opferfest (Türkisch: Kurban Bayramı) ziert das Abbild eines Schafes die Cover der ersten beiden Alben Kurban und Sert.

## Diskografie

### Alben
- 1999: Kurban
- 2004: Sert
- 2005: İnsanlar
- 2010: Sahip

### Singles
- 1999: Yalan
- 1999: Yalaka
- 1999: Sorma
- 2004: Sarı Çizmeli Mehmet Ağa
- 2004: Lambaya Püf De
- 2004: Namus Belası
- 2004: Yosma
- 2005: Yine
- 2005: Uyut Beni
- 2010: İfrit
- 2010: Misafir
- 2010: Yobaz
- 2012: Usulca
- 2013: Felek Bile Ağladı
- 2014: Nafile
- 2015: İyi Ol
- 2022: Gülümse
- 2022: Damla